# Gli immortali (singolo)
Gli immortali è un singolo del cantautore italiano Jovanotti, pubblicato il 27 febbraio 2015 come secondo estratto dal tredicesimo album in studio Lorenzo 2015 CC..

## Esibizioni dal vivo
Jovanotti ha eseguito per la prima volta il brano il 1º marzo 2015, in occasione della sua partecipazione alla trasmissione Che tempo che fa.

## Video musicale
Il videoclip, diretto da Lorenzo Fonda, è stato girato nel Greenwich Village di New York, in una giornata di neve nella quale era stata vietata la circolazione a qualsiasi tipo di veicolo, rendendo così l'atmosfera surreale. Nel video Jovanotti canta e balla completamente da solo tra le vie del quartiere. Il videoclip è stato reso disponibile per la visione a partire dal 10 marzo e costituisce un tipo di esperienza nuova in Italia, pensata per il sistema Interlude, una tecnica mai usata prima d'ora in Italia, che permette di montare il video in diretta attraverso un'interfaccia semplicissima quanto efficace. Vi sono cinque canali, cinque versioni e piani sequenza differenti per il video.

## Formazione
Hanno partecipato alle registrazioni, secondo le note di copertina di Lorenzo 2015 CC.:
Musicisti
- Lorenzo "Jova" Cherubini – voce
- Saturnino – basso, batteria
- Riccardo Onori – chitarre
- Christian "Noochie" Rigano – tastiere, programmazione, sequencer
- Franco Santarnecchi – pianoforte, tastiere
- Roberto Baldi – tastiere (in fase di pre-produzione)
- Alex Alessandroni Jr. – pianoforte, tastiera, hammond, rhodes
- Money Mark – tastiere, melodica
- Daru Jones – batteria
- Omar Hakim – batteria
- Mark Guiliana – batteria
- Tim Lefebvre – basso
- Tim Pierce – chitarre
- Solomon Sheppard – chitarre
- Tamer Pinarbasi – qanun
- Max ZT – dulcimer
- Gilmar Gomes – percussioni
- Gil Oliveira – percussioni samba
- Ronaldo Andrade – percussioni samba, cavaquinho
- Marco Tamburini – tromba, arrangiamento fiati
- Dario Cecchini – sassofono, flauto
- Roberto Rossi – trombone

Produzione
- Michele Canova Iorfida – produzione, registrazione, missaggio
- Lorenzo "Jova" Cherubini – produzione
- Marco Sorrentino – produzione esecutiva
- Pino "Pinaxa" Pischetola – registrazione, missaggio
- Leo "Fresco" Beccafichi, Roberto Baldi – registrazione, pre-produzione, pre-registrazione
- John Horne, Tibo Javoy – registrazione
- Patrizio "Pat" Simonini – registrazione, missaggio
- Michael H. Brauer – missaggio
- Mark Bengston – assistenza Pro Tools
- Christian "Noochie" Rigano – pre-produzione, pre-registrazione
- Antonio Baglio – mastering

## Classifiche
| Classifica (2015) | Posizione massima |
| ----------------- | ----------------- |
| Italia            | 31                |

### Classifiche di fine anno
| Classifica (2015) | Posizione |
| ----------------- | --------- |
| Italia            | 74        |